# Dorota Koriat
Dorota Koriat – polska koszykarka, multimedalistka mistrzostw Polski.

## Osiągnięcia
- Mistrzyni Polski (1982, 1983)
- Wicemistrzyni Polski (1977)
- Brązowa medalistka:
  - mistrzostw Polski (1978–1980)
  - igrzysk młodzieży szkolnej (1976)
- Zdobywczyni pucharu Polski (1978)
- Finalistka pucharu Polski (1982)
- 3. miejsce w pucharze Polski (1979)